# Multiplizität (UML)
Multiplizität (engl. multiplicity) bezeichnet ein Intervall von nicht-negativen, ganzen Zahlen in der Unified Modeling Language (UML), einer Modellierungssprache für Software und andere Systeme. Das Intervall ist durch eine untere und eine obere Grenze bestimmt. Für ein Modellelement der UML, das eine Multiplizität hat, gilt meistens, dass es eine Anzahl Werte oder Objekte halten kann, wobei die konkrete Anzahl größer oder gleich der unteren und kleiner oder gleich der oberen Grenze der Multiplizität sein muss. Als obere Grenze ist auch der Wert unbeschränkt zulässig. Das Konzept der Multiplizität ist verwandt mit dem der Kardinalität in der Datenbankmodellierung.
Die Multiplizität wird oft mit untereSchranke..obereSchranke angegeben, wobei * bei der oberen Schranke für den Wert unbeschränkt steht und * oftmals als Abkürzung für 0..* verwendet wird. untereSchranke  muss kleiner oder gleich obereSchranke sein. Dass beide Schranken 0 oder unbeschränkt sind, ist nicht erlaubt. Ist dies nicht der Fall, aber beide Grenzen gleich, so kann auch nur obereSchranke eingegeben werden.
Ein Element mit Multiplizität 0..1 wird als optional bezeichnet. Ein mehrwertiges Element ist ein Element mit einer oberen Schranke größer als 1. Bei einem mehrwertigen Element kann man spezifizieren, ob die Werte des Elements geordnet (isOrdered) sind oder nicht. Der Standardwert ist ungeordnet. Weiter kann man spezifizieren, ob in den Werten eines Elements jeder Wert höchstens einmal vorkommen darf (isUnique).
Elemente wie das Attribut, der Parameter, Assoziationen oder der Pin haben eine Multiplizität. Bei den ersten beiden wird die Multiplizität in eckigen Klammern hinter dem Namen bzw. Typ angegeben, z. B. kinder [0..*].

## Unterschiede zur UML 1.4
Das Konzept der Multiplizität wurde in der UML2 vereinfacht. In der UML 1.4 konnte eine Multiplizität aus mehreren unzusammenhängenden Intervallen bestehen, zum Beispiel 0..6, 9..*, also aus allen Zahlen ohne 7 und 8. In der UML2 sind mehrere Bereiche mit einer unteren und einer oberen Schranke nicht mehr möglich. Die Multiplizität muss aus genau einem zusammenhängenden Intervall bestehen. 